# Stilbaai
Stilbaai (s'écrit également Stillbay, Stilbay et Stillbaai) est un village balnéaire d'Afrique du Sud situé dans la province du Cap-Occidental. La localité est également connu sous le nom de baie de la Belle au bois dormant.

## Localisation
Accessible par la route R305, Stilbaai est situé le long des rives de l'estuaire de la rivière Goukou, au bord de l'océan indien, à environ 7 km au sud du township de Melkhoutfontein et à 26 km de la sortie de la route N2 reliant Mossel Bay à Riversdale.
La localité se divise en 2 secteurs séparé par la rivière Gouku : Stilbaai West et Stilbaai Est.

## Démographie

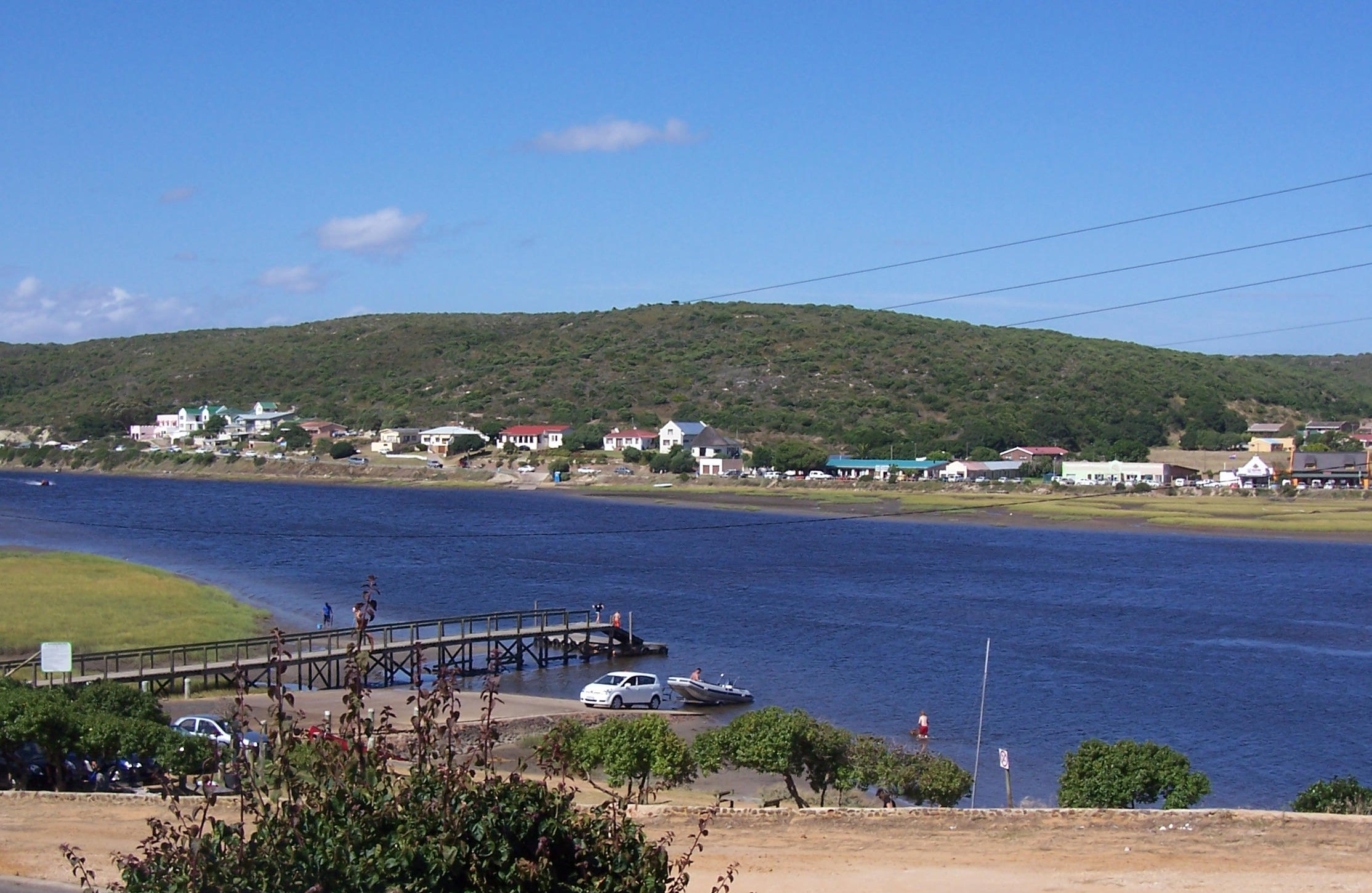
Stilbaai

Selon le recensement de 2011, Stilbaai compte 3 514 habitants (92,34 % de blancs, 3,50 % de noirs et 3,24 % de coloureds).
L'afrikaans est la principale langue maternelle de la population locale (84,53 %) devant l'anglais sud-africain (13,65 %).

## Tourisme
Stilbaai dispose de grands plages de sable et est situé à proximité de plusieurs réserves naturelles : la réserve naturelle Pauline Bohnen, la réserve naturelle de Skulpiesbaai et la réserve naturelle de Geelkrants.
Stilbaai abrite un certain nombre de sites archéologiques comme d'anciens pièges à poissons qui auraient été construits par des ancêtres du peuple Khoi.